# Maksim Vitus
Maksim Yuryevich Vitus (Vawkavysk, 11 de fevereiro de 1989) é um futebolista profissional bielorrusso que atua como defensor, atualmente defende o RNK Split.

## Carreira
Maksim Vitus fez parte do elenco da Seleção Bielorrussa de Futebol da Olimpíadas de 2012, sendo o capitão da equipe.